# Garnet Crow
Garnet Crow war eine japanische Musikgruppe, die von 1999 bis 2013 bestand. Vor ihrer kommerziellen Karriere veröffentlicht die Band das Indie-Album first kaleidoscope. Nach diesem folgte die erste Single Mysterious Eyes, die gleichzeitig ein Opening des Anime Detektiv Conan ist.

## Hintergrund
Garnet Crow macht ruhige, sanfte Popmusik. Durch die für japanische Verhältnisse gedämpft angelegte Singstimme von Yuri und durch die eher ungewöhnliche Instrumentenwahl wird dieser Eindruck weiter verstärkt. Im Juni 2013 hielt die Gruppe ihr letztes Konzert in Osaka ab.

## Diskografie
Studioalben

| Jahr | Titel                                                   | Höchstplatzierung, Gesamtwochen, AuszeichnungChartsChartplatzierungen (Jahr, Titel, Platzierungen, Wochen, Auszeichnungen, Anmerkungen) | Anmerkungen                                                 |
| Jahr | Titel                                                   | JP | Anmerkungen                                                 |
| ---- | ------------------------------------------------------- | --- | ----------------------------------------------------------- |
| 2001 | First Soundscope: Mizu no Nai Hareta Umi e Giza Studios | JP6 (5 Wo.)JP | Erstveröffentlichung: 31. Januar 2001                       |
| 2002 | Sparkle: Sujigakidōri no Sky Blue Giza Studios          | JP4 (9 Wo.)JP | Erstveröffentlichung: 24. April 2002                        |
| 2003 | Crystallize: Kimi to Iu Hikari Giza Studios             | JP5 Gold · (13 Wo.)JP | Erstveröffentlichung: 12. November 2013 Verkäufe: + 100.000 |
| 2004 | I’m Waiting 4 You Giza Studios                          | JP11 (10 Wo.)JP | Erstveröffentlichung: 8. Dezember 2004                      |
| 2006 | The Twilight Valley Giza Studios                        | JP4 (8 Wo.)JP | Erstveröffentlichung: 4. Oktober 2006                       |
| 2008 | Locks Giza Studios                                      | JP5 (6 Wo.)JP | Erstveröffentlichung: 18. März 2008                         |
| 2009 | Stay: Yoake no Soul Giza Studios                        | JP7 (6 Wo.)JP | Erstveröffentlichung: 30. September 2009                    |
| 2010 | Parallel Universe Giza Studios                          | JP10 (7 Wo.)JP | Erstveröffentlichung: 8. Dezember 2010                      |
| 2011 | Memories Giza Studios                                   | JP11 (7 Wo.)JP | Erstveröffentlichung: 7. Dezember 2011                      |
| 2013 | Terminus Giza Studios                                   | JP9 (6 Wo.)JP | Erstveröffentlichung: 20. März 2013                         |